# 斯托姆莱克 (艾奥瓦州)
斯托姆莱克（英語：Storm Lake）位于美国艾奥瓦州西北部，是比尤纳维斯塔县的县治所在，面积10.4平方公里。根据美国2000年人口普查，共有10,076人，其中白人占79.68%、亚裔美国人占7.82%。